# Lokalne volitve v Ljubljani 2014
Lokalne volitve v Ljubljani v sklopu lokalnih volitev v Sloveniji 2014 so potekale 5. oktobra 2014. S 57,53 % odstotki glasov je zmagal Zoran Janković in s tem dobil nov mandat župana Mestne občine Ljubljana.

## Ozadje
Predsednik državnega zbora republike Slovenije Janko Veber je 24. junija 2014 razpisal lokalne volitve za 5. oktobra 2014.

## Županske volitve
Zoran Jankovič je zmagal na lokalnih volitve s 57,53 % glasov in premagal protikandidata Damjana Damjanoviča že v prvem krogu. Volitev se je udeležilo 35,92 % volilnih upravičencev.
| Kandidat          | Predlagatelj                       | Število glasov | Odstotek |
| Zoran Janković    | Jože Mermal in skupina volivcev    | 46.173         | 57,53 %  |
| ----------------- | ---------------------------------- | -------------- | -------- |
| Damjan Damjanovič | Majda Nahtigal in skupina volivcev | 18.576         | 23,15 %  |
| Aleš Avbreth      | SMC - Stranka Mira Cerarja         | 3.869          | 4,82 %   |
| Miha Jazbinšek    | Konvencija Zelene koalicije        | 3.344          | 4,17 %   |

## Občinski svet
Največ mandatov v Občinskem svetu je pridobila Lista Zorana Jankoviča.
| Ime liste              | Število glasov | Odstotek glasov | Število mandatov |
| ---------------------- | -------------- | --------------- | ---------------- |
| Lista Zorana Jankovića | 32.845         | 41,49 %         | 21               |
| SDS                    | 10.671         | 13,48 %         | 7                |
| SMC                    | 10.113         | 12,77 %         | 6                |
| NS-i                   | 5.509          | 6,96 %          | 3                |
| ZL                     | 5.501          | 6,95 %          | 3                |
| SD                     | 3.997          | 5,05 %          | 2                |
| DeSUS                  | 3.012          | 3,80 %          | 2                |
| SLS                    | 1.527          | 1,93 %          | 1                |